# Közel a horizonthoz
A Közel a horizonthoz (eredeti cím: Dem Horizont so nah) 2019-ben bemutatott német romantikus-drámafilm, melyet Tim Trachte rendezett, Jessica Koch azonos című bestsellere alapján. A főszerepeket Jannik Schümann, Luna Wedler, valamint Luise Befort játssza.
A filmet Németországban 2019. október 10-én mutatták be, míg Magyarországon 2020. február 13-án az ADS Service jóvoltából.

## Cselekmény
A 18 éves Jessica Koch fülig szerelmes lesz Danny Taylorba, a jóképű és sikeres kickboxolóba és modellbe. A külsőleg tökéletes megjelenése mögött azonban egy mélyen traumatizált ember rejtőzik. Danny-t súlyosan bántalmazta és megerőszakolta az apja, amikor még csak 11 éves volt. Ennek egyik következménye az volt, hogy HIV fertőzött lett. Danny felismerve, hogy szinte lehetetlen számára egy normális kapcsolat, többször is megakadályozza Jessica próbálkozásait, hogy közelebb kerüljön hozzá, ezért szándékosan megbántja őt. A fiatal nő azonban nem adja fel, sőt Danny is beleszeret. Jessica eleinte nem tud Danny betegségéről, de észreveszi, hogy a férfi titkol valamit előle, mivel bizonyos helyzetekben furcsán viselkedik, például amikor együtt szenvednek biciklibalesetet. Amikor megtudja a férfi betegségét, először megdöbben, de mindezek ellenére kitart mellette.
Jessica így ismerkedik meg Danny legjobb barátjával és szobatársával, Tinával is. Ő egy korábbi drogfüggő prostituált. Jessica és Danny intim kapcsolatba kerülnek egymással, amivel a lánynak először kell mebarátkoznia. Tinát is megerőszakolta az apja gyerekkorában, és ez a trauma Dannyvel közös. Ez azt is magába foglalja, hogy gyakran alszanak egy ágyban, hogy ott lehessenek egymásnak. A trió idővel egyre jobban összeszokik.
Amikor Tina kap egy hívást az anyjától, hogy apja ismét kikerült a börtönből, ismét drogozni kezd. Danny eszméletlenül találja a nőt egy más droghasználókkal teli házban, és elviszi egy klinikára. Ott már nem tudnak rajta segíteni.
Danny és Jessica sokáig küzd az elvesztésével. Jessicának azonban sikerül átsegítenie Dannyt a mély gyászból. Amikor Danny a volánnál töltött rövid elalvása következtében autóbalesetet szenved, a kórházban pedig kiderül, hogy Tina elvesztése felgyorsította a betegségének kialakulását. Az orvosok szerint még 3-15 hónapig élhet. A teste fokozatosan össze fog omlani, így bénulással vagy vaksággal kell számolnia. Ennek ellenére mindketten az Egyesült Államokba utaznak, amit egyébként is terveztek. Ott Danny közli Jessicával, hogy nem vetné alá magát a lehetséges, de csak kis mértékben élethosszig tartó terápiának, mert egyedül szeretne meghalni. Az amerikai utazás után ismét összetűzésbe kerülnek, de a nő elfogadja a férfi döntését, és nem akarja belekényszeríteni a kezelésbe.
Nem sokkal később talál egy levelet Dannytől, amelyben elbúcsúzik tőle, és minden jót kíván neki. Ráhagyja a házát és a nevére szóló bankszámlát, és Joseph von Eichendorff egy versére utalva búcsúzik el tőle, amely mindkettőjüket összeköti kapcsolatuk kezdetével.

## Szereplők
- Jannik Schümann – Danny Taylor
- Luna Wedler – Jessica Koch
- Luise Befort – Tina
- Victoria Mayer – Johanna Koch
- Stephan Kampwirth – Rufus Koch
- Denis Moschitto – Jörg
- Frederick Lau – Dogan
- Judith Paus – Yasemine
- Kristin Hunold – Vanessa
- Henry Horn – Jakob
- Marta Martin – Jana
- Lena Vogt – Karla
- Emil Schwarz – Till
- Jamie Bick – Wiebke
- Axel Röhrle – Dr. Breuer

## Filmkészítés
A film Jessica Koch 2016-ban megjelent azonos című életrajzi regénye alapján készült, amelyben a szerző igaz történetet mesél el. A regényt Ariane Schröder adaptálta filmre. A filmet Tim Trachte rendezte.
A film 450 000 eurós gyártási finanszírozást kapott a FilmFernsehFonds Bayern-tól és 300 000 eurót a Filmförderungsanstalt-tól.
A forgatásra 2018. szeptember 18. és november 15. között került sor Kölnben, Münchenben és Portugáliában.
A filmzenét a Babelsbergi Német Filmzenekar (DFOB) készítette.
Az első előztest 2019 július elején mutatták be. A film 2019. október 10-én került bemutatásra a német mozikban.

## Fordítás
- Ez a szócikk részben vagy egészben  a   Dem Horizont so nah (Film) című német Wikipédia-szócikk fordításán alapul.  Az eredeti cikk szerkesztőit annak laptörténete sorolja fel. Ez a jelzés csupán a megfogalmazás eredetét és a szerzői jogokat jelzi, nem szolgál a cikkben szereplő információk forrásmegjelöléseként.